# Mochlus
Mochlus is een geslacht van hagedissen uit de familie skinken (Scincidae). Er zijn dertien soorten die voorkomen in Afrika.

## Naam
De wetenschappelijke naam van de groep werd voor het eerst voorgesteld door Albert Günther in 1864.
Verschillende soorten werden lange tijd tot andere geslachten gerekend, zoals de niet meer erkende geslachten Riopa en Euprepes. Later werden veel soorten in het geslacht Lygosoma ingedeeld waardoor in de literatuur verschillende wetenschappelijke namen worden gebruikt.

## Verspreiding en habitat
Alle soorten komen voor in delen van Afrika en leven in de landen Angola, Benin, Botswana, Congo-Kinshasa, Ethiopië, Ghana, Guinee, Ivoorkust, Kameroen, Kenia, Malawi, Mozambique, Namibië, Nigeria, Oeganda, Somalië, Swaziland, Tanzania, Togo, Tsjaad, Zimbabwe, Zuid-Afrika, mogelijk in de Centraal-Afrikaanse Republiek, Congo-Kinshasa en zuidelijk Soedan.
De habitat verschilt enigszins per soort; van droge tot vochtige savannen tot kreupelhout in kustbossen.
Door de internationale natuurbeschermingsorganisatie IUCN is aan zeven soorten een beschermingsstatus toegewezen. Al deze soorten worden beschouwd als 'veilig' (Least Concern of LC).

## Soorten
Het geslacht omvat de volgende soorten, met de auteur en het verspreidingsgebied.
| Naam                                  | Auteur                            | Verspreidingsgebied |
| ------------------------------------- | --------------------------------- | --- |
| Mochlus brevicaudis                   | Greer, Grandison & Barbault, 1985 | Ghana, Ivoorkust |
| Mochlus grandisonianum                | Lanza & Carfi, 1966               | Somalië |
| Mochlus guineensis                    | Peters, 1879                      | Benin, Congo-Kinshasa, Ghana, Guinee, Kameroen, Ivoorkust, Nigeria, Oeganda, Togo, mogelijk in de Centraal-Afrikaanse Republiek en Congo-Kinshasa.                |
| Mochlus mabuiiforme                   | Loveridge, 1935                   | Kenia, Somalië |
| Mochlus mafianum                      | Broadley, 1994                    | Tanzania (Mafia en de Kisuju-eilanden) |
| Mochlus mocquardi                     | Chabanaud, 1917                   | Soedan, Tsjaad |
| Mochlus paedocarinatum                | Lanza & Carfi, 1968               | Ethiopië, Somalië |
| Mochlus productum                     | Boulenger, 1909                   | Somalië |
| Mochlus simonettai                    | Lanza, 1979                       | Somalië |
| Mochlus somalicum                     | Parker, 1942                      | Somalië, Ethiopië, Kenia, Tanzania |
| Sundevalls riopa (Mochlus sundevalli) | Smith, 1849                       | Angola, Botswana, Congo-Kinshasa, Ethiopië, Kenia, Malawi, Mozambique, Namibië, Somalië, Swaziland, Tanzania, Zimbabwe, Zuid-Afrika, mogelijk in zuidelijk Soedan |
| Mochlus tanae                         | Loveridge, 1935                   | Somalië, Tanzania |
| Mochlus vinciguerrae                  | Parker, 1932                      | Somalië, Ethiopië |